# Свети Георги (Хортач)
Вижте пояснителната страница за други значения на Свети Георги.
„Свети Георги“ (на гръцки: Αγίου Γεωργίου) е възрожденска църква в солунското село Хортач (Хортиатис), Гърция, част от Неаполската и Ставруполска епархия на Вселенската патриаршия, под управлението на Църквата на Гърция.

## История
Църквата започва да се изгражда в 1806 година и завършва в 1837 година, както се разбира от надписа в нея, който не споменава името на архиерей. Представлява поствизантийска трикорабна базилика с трем вместо нартекс от западната страна и женска църква над главния вход.
В църквата работят зографи от Кулакийската художествена школа. Маргаритис Ламбу изписва иконата „Преображение Господне“ в 1813 година. В 1840 година Маргаритис отново работи в Хортач с брат си Константинос Ламбу. В 1874 година Константинос пак работи в църквата. Най-старата икона в църквата е на Пресвета Богородица Одигитрия от Палеологово време, пренесана заедно с други реликви от съседния манастир на Богородица. Има и малка колекция ръкописи от ΧVI – XVII век. Интересна е колекцията на печатни богослужебни книги на известни печатари от Венция от XVII век.
В 1967 година църквата е обявена за паметник на културата.